# Лапаница
Лапаницата е игра за 2 души, в която се използва стандартна шахматна дъска и обичайните шахматни фигури.

## Правила
- Фигурите се местят както в класическия шахмат. Важно изключение, че не присъства рокадата.
- Царят може да бъде взет или предоставен за вземане, тук той няма особената функция, както при класическия шахмат.
- Пешката, достигнала краен хоризонтал, може да се превърне и в цар.
- При положение, че един от партньорите има възможност да вземе противникова фигура, е длъжен да го направи.
- Отсъстват правилата за шах и мат.
- Победител е този, който пръв даде на опонента си фигурите си да бъдат „изядени“, или ако няма възможност за по-нататъшно придвижване – например в случай на блокирани пешки.

## Значение
За разлика от класическия шахмат играта носи предимно развлекателен характер. Въпреки това е доказана нейната полза за начинаещи шахматисти, тъй като чрез тази игра те лесно усвояват правилата за движение на фигурите и тяхната значимост.